# Courant Institute of Mathematical Sciences
Le Courant Institute of Mathematical Sciences en français : « Institut Courant de sciences mathématiques » est une division de l'université de New York faisant partie de la faculté des arts et des sciences, qui sert de centre de recherche et de formation de pointe en informatique et en mathématiques. Elle est considérée comme l'une des écoles de mathématiques et comme l'un des centres de recherche en sciences mathématiques les plus prestigieux au monde. Il porte le nom de Richard Courant, l'un des fondateurs du Courant Institute et également professeur de mathématiques à l'université de New York de 1936 à 1972.
Il est classé n°1 dans la recherche en mathématiques appliquées aux États-Unis, n°5 en termes d'impact des citations dans le monde et n°12 en termes de citations dans le monde. Sur l'indice de productivité de la faculté savante, il est classé n°3 avec un indice de 1,84. Il est également connu pour ses recherches approfondies dans les domaines des mathématiques pures, tels que les équations aux dérivées partielles, les probabilités et la géométrie, ainsi que dans les domaines des mathématiques appliquées, tels que la biologie computationnelle, la neuroscience computationnelle et la finance mathématique. Le département de mathématiques de l’Institut compte 18 membres de la National Academy of Sciences des États-Unis (plus que tout autre département de mathématiques aux États-Unis) et cinq membres de la National Academy of Engineering. Quatre membres du corps professoral ont reçu la médaille nationale de la science, un a reçu le prix de Kyoto et neuf ont reçu des prix de carrière de la National Science Foundation. Les professeurs de l'Institut Courant Peter Lax, S.R. Srinivasa Varadhan, Mikhail Gromov et Louis Nirenberg ont respectivement remporté les prix Abel 2005, 2007, 2009 et 2015 pour leurs recherches sur les équations aux dérivées partielles, la probabilité et la géométrie. Louis Nirenberg a également reçu la médaille Chern en 2010 et Subhash Khot a remporté le prix Nevanlinna en 2014.
Le directeur du Courant Institute se rapporte directement au doyen et aux directeurs de l'université de New York et travaille respectivement avec les doyens et les directeurs d'autres collèges et divisions de la NYU. Les programmes de premier cycle et les programmes de deuxième cycle du Courant Institute sont gérés indépendamment par celui-ci et sont officiellement associés au Collège des arts et des sciences de la NYU et à la Graduate School of Arts et des sciences de la NYU, respectivement.

## Composition
L'institut est considéré dans le monde entier comme un laboratoire de pointe dans le domaine des mathématiques appliquées, de l'analyse mathématique et du calcul scientifique. Une attention particulière est portée aux équations aux dérivées partielles et leurs applications. En informatique, il est également renommé en théorie informatique, en programmation, en infographie et calcul parallèle.
L'institut propose des maîtrises en science (M.Sc.) et des Ph.D. en mathématiques et en informatique. Il y a actuellement environ 230 étudiants à temps plein et encore 370 étudiants en alternance. Environ 120 diplômes de M.Sc. et 25 Ph.D. sont attribués chaque année.
L'institut se compose des départements de mathématiques et d'informatique de la NYU, ainsi que de plusieurs laboratoires de recherche. Il est abrité au sein du Warren Weaver Hall, sur le campus de Greenwich Village.

## Histoire
En 1934, Richard Courant quitte l'université de Göttingen, en Allemagne, pour devenir professeur temporaire à l'université de New York. Il était chargé de créer le département de mathématiques de la Graduate School of Arts and Science. Il fut rejoint plus tard par Kurt Friedrichs et James Stoker. En 1946, le département est renommé en « Institute for Mathematics and Mechanics » (institut de mathématiques et de mécanique). La même année, Morris Kline s'intéresse aux problèmes mathématiques liés à la propagation des ondes électromagnétiques. Ce projet a donné naissance à la division de propagation des ondes et de mathématiques appliquées, au sein de l'institut. En 1952, l'Atomic Energy Commission (Commission à l'énergie atomique) installe l'un de ses tout premiers ordinateurs à l'université de New York, qui a conduit à la création du « Courant Mathematics and Computing Laboratory » (laboratoire Courant de mathématiques et d'informatique). La division de dynamique des magnétofluides a été initiée par un projet sur la fusion de plasma, à l'initiative de Harold Grad en 1954. La division d'informatique de dynamique des fluides a été créée, en 1978, à partir d'un projet du professeur Paul Garabedian.

## Personnalités associées
Plusieurs membres du corps enseignant ou anciens élèves ont été distingués au fil des années, parmi lesquels on peut notamment citer :
- Li-an Chen (PhD 1968), ministre de la Défense de Taïwan
- James Cooley (collaborateur de 1956 à 1962), promoteur de la transformée de Fourier rapide (FFT)
- Kurt Friedrichs, lauréat de la National Medal of Science américaine (1976)
- Mikhaïl Gromov, lauréat du prix Abel
- Joseph Keller, lauréat de la National Medal of Science américaine (1988)
- Barbara Keyfitz (PhD 1970), directrice de l'Institut Fields
- Peter Lax (PhD 1949), lauréat du prix Abel, de la National Medal of Science américaine (1986), du prix Leroy P. Steele, du Prix Wolf
- Stéphane Mallat, membre de l'Académie des sciences
- Cathleen Synge Morawetz (PhD 1951), lauréate de la National Medal of Science américaine (1998), du prix Steele, du prix Birkhoff et désignée « Noether Lecturer »
- Louis Nirenberg (PhD 1949), lauréat du prix Crafoord, lauréat du prix Abel, de la National Medal of Science américaine (1995), du prix Steele, du prix Bôcher
- Srinivasa Varadhan, lauréat du prix Abel
- Yann Le Cun, chercheur et professeur lauréat du prix Turing 2018 et prix Harold-Pender 2018

## Prix
L'institut décerne depuis 2004 le prix Wilhelm-Magnus.